# Carl Anton Bretschneider
Carl Anton Bretschneider (n. 27 mai 1808 - d. 6 noiembrie 1878) a fost un matematician german, fiul teologului luteran Karl Gottlieb Bretschneider.
Contribuțiile sale se referă la geometrie, trigonometrie, teoria numerelor și istoria geometriei.
În 1835 a încercat să înlocuiască formulele fundamentale uzuale din trigonometria plană urmând o cale analitică.
Este printre primii care au studiat Constanta Euler–Mascheroni și i-a atribuit simbolul {\displaystyle \gamma .\!}
În geometrie, formula lui Bretschneider îi poartă numele.

## Scrieri
- 1844: Lehrgebäude der niederen Geometrie
- 1843: Tetragoniometrie, în care urmează linia lui Carnot.